# Europa Cup i ishockey 1975-76
Europa Cup 1975-76 var den 11. udgave af Europa Cuppen i ishockey, arrangeret af International Ice Hockey Federation, og turneringen med deltagelse af 16 hold blev spillet i perioden fra efteråret 1975 til december 1977.
Turneringen blev vundet af HK CSKA Moskva fra Sovjetunionen, som i finalen besejrede TJ Sokol Kladno fra Tjekkoslovakiet med 10-2 over to kampe. Det var ottende sæson i træk, at turneringen blev vundet af et sovjetisk hold, og det var syvende gang i alt at CSKA Moskva vandt Europa Cuppen.

## Format og hold
De nationale mestre i sæsonen 1974-75 i IIHF's medlemslande i Europa kunne deltage i turneringen. Den blev afviklet som en cupturnering, hvor hvert opgør blev spillet over to kampe, idet holdene mødtes på både hjemme- og udebane. Opgørene blev afgjort i form at summen af resultaterne af de to kampe, og hvis stillingen var uafgjort, blev opgøret afgjort i straffeslagskonkurrence umiddelbart efter den anden kamp.
De sovjetiske og tjekkoslovakiske deltagere var direkte kvalificeret til semifinalerne, mens de resterende 14 hold spillede om de sidste to ledige pladser i semifinalerne.
| - SG Cortina - ATSE Graz - Tilburg Trappers - Düsseldorfer EG - SHC Saint Gervais - SC Bern - IF Frisk - Ferencvárosi TC | - Gladsaxe SF - HK CSKA Sofia - HK Olimpija Ljubljana - SG Dynamo Weißwasser - Tappara - Brynäs IF - TJ Sokol Kladno - HK CSKA Moskva |

## Resultater

### Første runde
| Datoer | Datoer | Hjemmehold i 1.kamp | Hjemmehold i 2.kamp   | Total   | 1.kamp       | 2.kamp       |
| ------ | ------ | ------------------- | --------------------- | ------- | ------------ | ------------ |
| 13.11. | 2.1.   | SC Bern             | Ferencvárosi TC       | 011−711 | 5−2          | 6−5          |
|        |        | SG Cortina          | Düsseldorfer EG       | 14−13   | 3−1          | 01−12        |
|        |        | Tilburg Trappers    | HK Olimpija Ljubljana | 5−8     | 4−3          | 1−5          |
|        |        | ATSE Graz           | SHC Saint Gervais     | w.o.    | Ikke spillet | Ikke spillet |
|        |        | HK CSKA Sofia       | SG Dynamo Weißwasser  | 01−19   | 0−8          | 11−11        |
|        |        | Gladsaxe SF         | IF Frisk              | 12−19   | 2−7          | 0−12         |

### Anden runde
I anden runde trådte de svenske og finske hold ind i turneringen.
| Datoer | Datoer | Hjemmehold i 1.kamp | Hjemmehold i 2.kamp   | Total | 1.kamp       | 2.kamp       |
| ------ | ------ | ------------------- | --------------------- | ----- | ------------ | ------------ |
|        |        | SC Bern             | ATSE Graz             | 12−4  | 4−1          | 8−3          |
|        |        | IF Frisk            | SG Dynamo Weißwasser  | 4−20  | 3−6          | 1−14         |
|        |        | Düsseldorfer EG     | HK Olimpija Ljubljana | w.o.  | Ikke spillet | Ikke spillet |
|        |        | Tappara             | Brynäs IF             | w.o.  | Ikke spillet | Ikke spillet |

### Kvartfinaler
Kvartfinalerne blev spillet fra september 1976 til januar 1977
| Datoer | Datoer | Hjemmehold i 1.kamp  | Hjemmehold i 2.kamp | Total   | 1.kamp | 2.kamp |
| ------ | ------ | -------------------- | ------------------- | ------- | ------ | ------ |
|        |        | SC Bern              | Düsseldorfer EG     | 117−110 | 6−3    | 1−8    |
|        |        | SG Dynamo Weißwasser | Tappara             | 2−6     | 2−3    | 0−3    |

### Semifinaler
I semifinalerne trådte de sovjetiske og tjekkoslovakiske hold ind i turneringen. Kampene blev spillet i april og august 1977.
| Datoer | Datoer | Hjemmehold i 1.kamp | Hjemmehold i 2.kamp | Total | 1.kamp | 2.kamp |
| ------ | ------ | ------------------- | ------------------- | ----- | ------ | ------ |
| 6.4.   | 7.4.   | Düsseldorfer EG     | TJ Sokol Kladno     | 8−12  | 5−8    | 3−4    |
| 24.8.  | 25.8.  | Tappara             | HK CSKA Moskva      | 6−6   | 2−1    | 4−5    |

### Finale
Finalekampene blev spillet i december 1977.
| Datoer | Datoer | Hjemmehold i 1.kamp | Hjemmehold i 2.kamp | Total | 1.kamp | 2.kamp |
| ------ | ------ | ------------------- | ------------------- | ----- | ------ | ------ |
| 7.12.  | 9.12.  | TJ Sokol Kladno     | HK CSKA Moskva      | 2−10  | 0−6    | 2−4    |